# Palaeochrysophanus cisalpina
Palaeochrysophanus cisalpina är en fjärilsart som beskrevs av Hans Fruhstorfer 1909. Palaeochrysophanus cisalpina ingår i släktet Palaeochrysophanus och familjen juvelvingar. Inga underarter finns listade i Catalogue of Life.